# Pobegi
Pobegi so naselje v Slovenski Istri, ki upravno spada pod Mestno občino Koper.  